# Maarten Hitman
Maarten Hitman (Alkmaar, 31 oktober 1989) is een voormalig Nederlands langebaanschaatser die onder andere reed voor het commerciële schaatsteam 1nP. Hitmans specialiteit ligt op de sprint.

## Biografie
Hitman stond al op zijn vierde jaar op schaatsen en hij bleek al snel een rappe schaatser te zijn. Bij het NK afstanden 2009 maakte hij zijn debuut bij de senioren. Hij eindigde daar op zijn specialiteit de 500m als 25e en laatste. Het jaar hierop plaatste hij zich andermaal voor de 500m, maar nu met iets meer succes doordat hij 3 plaatsen hoger eindigde dan het jaar daarvoor. Eveneens plaatste hij zich dat jaar voor het NK sprint, waar hij 20e werd.
Op 14 september 2010 maakte Hitman bekend te stoppen met schaatsen en zich helemaal te richten op de studie geneeskunde. De sprinter werd in juli ingeloot voor de studie geneeskunde, na drie keer afgewezen te zijn.

## Persoonlijke records
| Afstand    | Tijd    | Datum            | Baan       |
| ---------- | ------- | ---------------- | ---------- |
| 500 meter  | 36,33   | 31 oktober 2008  | Heerenveen |
| 1000 meter | 1.12,53 | 17 oktober 2009  | Erfurt     |
| 1500 meter | 1.51,65 | 2 februari 2010  | Heerenveen |
| 3000 meter | 4.00,06 | 23 december 2007 | Erfurt     |
| 5000 meter | 7.08,65 | 13 februari 2010 | Heerenveen |

## Resultaten
| Jaar | NK Afstanden | NK Sprint |
| ---- | ------------ | --------- |
| 2009 | 24e 500m     |           |
| 2010 | 21e 500m     | 20e       |